# Wesley Charles
Wesley Matthew Charles (Brighton, 12 de dezembro de 1975) é um ex-futebolista de São Vicente e Granadinas que atuava como zagueiro.

## Carreira
Revelado pelo Brighton All Stars, Charles atuou por 10 anos no futebol da Irlanda, onde atuou por Sligo Rovers, Bray Wanderers e Galway United - a exceção durante o período foi um empréstimo no Rostov (Rússia), em 2005. Durante sua passagem pelo Sligo, foi eleito o jogador do ano de 2003.
2 dias após deixar o Galway United, assinou com o Vancouver Whitecaps, ajudando a equipe a conquistar o título da USL First Division com a vitória por 2 a 1 sobre o Puerto Rico Islanders, e em dezembro o Whitecaps anunciou a renovação do contrato do zagueiro para a temporada 2009, mas dois incidentes em um mês causaram a rescisão do vínculo: o primeiro com o atacante Charles Gbeke e o segundo com o também zagueiro Jeff Parke.
.
Após um ano fora dos gramados, foi contratado pelo Montréal Impact em julho de 2010, atuando em 8 jogos antes de voltar à Irlanda em março de 2011 para defender o Salthill Devon, disputando uma única partida antes de encerrar a carreira aos 35 anos.

## Seleção São-Vicentina
Pela Seleção São-Vicentina, Charles estreou em julho de 1995, num amistoso contra Trinidad e Tobago. Não chegou a disputar a Copa Ouro da CONCACAF de 1996, única participação do país caribenho em uma competição oficial gerenciada pela FIFA, tendo atuado como capitão da equipe na Copa do Caribe de 2010.
Mesmo aposentado do futebol de clubes, o zagueiro ainda participou de 6 jogos por São Vicente e Granadinas em 2012. Em novembro do mesmo ano, fez sua última partida como jogador de futebol profissional contra a mesma Seleção Trinitária, desta vez pelas eliminatórias da Copa Ouro da CONCACAF de 2013.

## Títulos
Vancouver Whitecaps
- USL First Division: 2008